# Monastère de Chouamta
Le monastère de Chouamta est un double monastère : l'Akhali Chouamta (ou « Nouveau Chouamta ») et le « Vieux Chouamta » situé trois kilomètres plus haut. Ils sont situés dans les monts de Gombori en Kakhétie.

## Le «vieux Chouamta»
C'est un ancien monastère du Ve siècle, qui fut abandonné au XVIe siècle. Il comprend une basilique du VIe siècle qui est l'une des plus anciennes églises de Géorgie. Sa restauration est en cours.

## L'Akhali Chouamta
Ce monastère date du XVIe siècle. L'église, en briques rouges, fut détruite par les Perses, mais restaurée par Irakli II au XVIIIe siècle. C'est un monastère de femmes (nonnes). L'église contient la tombe du poète Alexandre Tchavtchavadzé.

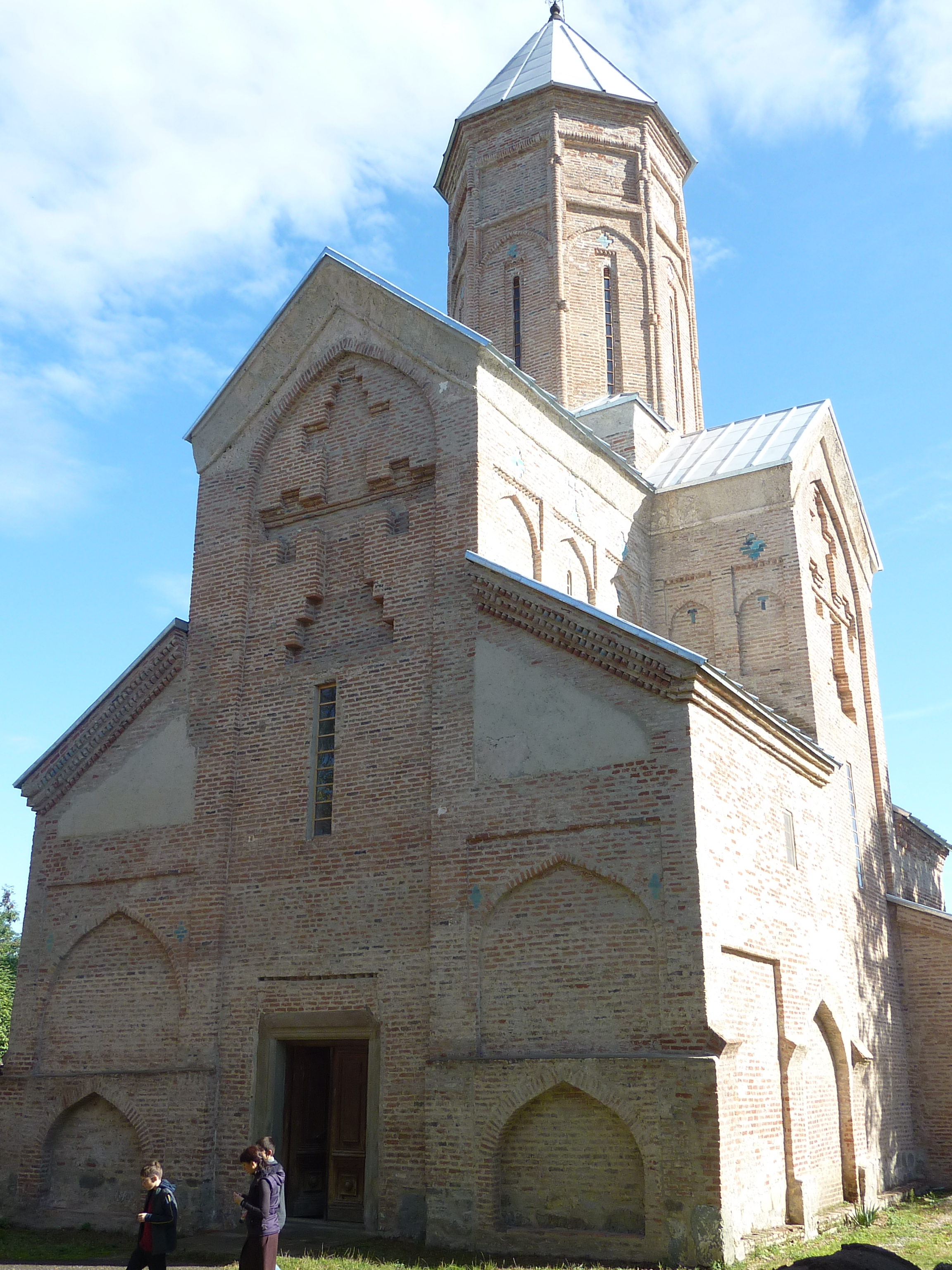
L'église du monastère d'Akhali Chouamta